# Matt Gilroy
Matt Gilroy, född 30 juli 1984 i North Bellmore, New York, USA, är en amerikansk professionell ishockeyback som spelar för HK Spartak Moskva i KHL.
Han blev aldrig draftad av något NHL-lag utan skrev ett två-årskontrakt värt $3,5 miljoner med New York Rangers som free agent sommaren 2009. Efter två säsonger i Rangers värvades han av Tampa Bay Lightning sommaren 2011.
27 februari 2012 bytte Lightning bort Gilroy till Ottawa Senators.